# Граммер (България)
„Граммер“ АД е българско предприятие за производство на автомобилни компоненти със седалище в Трудовец, Ботевградско, част от германската група „Граммер“.
Основана е през 1994 година и произвежда главно седалки за автомобили и автобуси. През 2017 година е четвъртият производител на неелектрически автомобилни компоненти в страната след „Монтюпе“ и „Витте Аутомотив България“ в Русе и „АЛС България“ в Мусачево, както и второто по големина предприятие в община Ботевград след „Интегрейтид Микро-електроникс България“. Към 2023 година има обем на продажбите от 99,4 милиона лева.